# 小林陵侑
小林陵侑（日语：／ Kobayashi Ryōyū；1996年11月8日—），日本跳台滑雪运动员。小林陵侑有一个姐姐、一个哥哥和一个弟弟，都从事跳台滑雪运动，其中哥哥小林润志郎曾和陵侑一同参加过2018年平昌冬奥。陵侑在五岁时受其哥哥影响开始接触滑雪，小学1年级时开始练习跳台滑雪。2015年高中毕业后加入土屋房屋滑雪部。之后在2015/16赛季完成了自己的世界杯分站赛首秀。

## 荣誉

### 日本勋章奖章
- 紫绶褒章（2022年4月29日公布[5]）